# إليجيو إيتشاغو
إليجيو إيتشاغو (بالإسبانية: Eligio Echagüe)‏ مواليد 31 ديسمبر 1938 في كونسيبسيون، باراغواي - الوفاة 06 ديسمبر 2009 في لامباريه، باراغواي، كان لاعب كرة قدم باراغواياني كان يلعب في مركز الدفاع. سبق له أن لعب في كأس العالم لكرة القدم مع منتخب بلاده في مونديال 1958.

## المسيرة الاحترافية

### أندية لعب لها
- أوليمبيا أسونسيون

## روابط خارجية
- إليجيو إيتشاغو على موقع الاتحاد الدولي (مؤرشف)  (الإنجليزية)
- إليجيو إيتشاغو على موقع قاعدة بيانات كرة القدم.إي يو (الإنجليزية)
- إليجيو إيتشاغو على موقع عالم كرة القدم.نت (الإنجليزية)